# لیگ دسته اول فوتبال زنان ایران
لیگ دسته اول فوتبال زنان ایران دومین سطح از فوتبال زنان در ایران است. این لیگ، زیر نظر فدراسیون فوتبال ایران برگزار می‌شود.
تیم‌های این لیگ، در دو گروه ۶ تیمی و رفت و برگشت‌ به رقابت می‌پردازند. دو تیم برتر آن، به لیگ برتر زنان ایران راه می‌یابند.

## پیشینه
در سال ۲۰۲۴، با شرکت تیم زنان پرسپولیس در این لیگ، رسانه‌هایی چون ایران اینترنشنال، بی‌بی‌سی فارسی، صدای آمریکا، تسنیم، مهرنیوز و… به این لیگ پرداختند. به‌طور کلی، تیم زنان پرسپولیس، توجه رسانه‌ها را به این لیگ جلب کرد. وبگاه‌های ورزشی نیز از لیگ، گزارش‌های اختصاصی منتشر کردند.

## روش برگزاری و قانون
تیم‌های این لیگ، در دو گروه ۶ تیمی و رفت و برگشت‌ به رقابت می‌پردازند. تا سال ۲۰۲۴، بازی در زمین چمن مصنوعی نیز برای تیم‌ها مجاز بوده است.

## فهرست فصل‌ها و قهرمانان
- فصل ۰۴–۱۴۰۳: پرسپولیس

## اسپانسرها، پوشاک لیگ و پخش تلویزیونی
لیگ زیر نظر فدراسیون فوتبال ایران برگزار می‌گردد. اسپانسرهای این لیگ، می‌توانند از لیگ برتر زنان ایران، جدا باشند.
هم‌اکنون این لیگ هیچ گونه پخش تلویزیونی ندارد.